# Cereus hexagonus
Cereus hexagonus, conocida comúnmente como galán de noche azulado, cirio o cirial, es una especie de planta suculenta perteneciente al género Cereus, dentro de la familia Cactaceae. Se distribuye desde el norte de Sudamérica hasta el norte de Brasil.

## Descripción

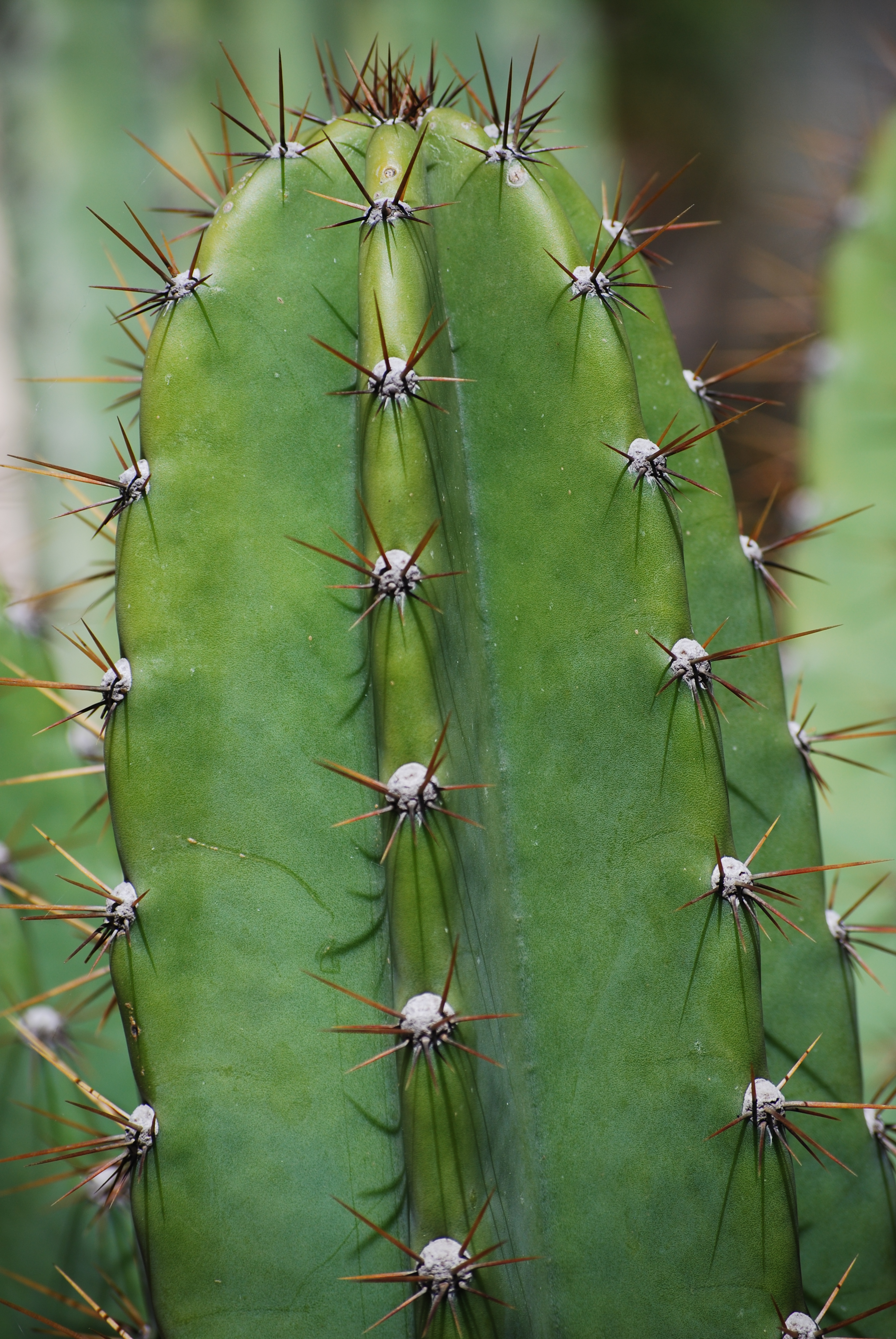
Detalle del tallo

Cereus hexagonus es una especie de cactus que crece en forma de árbol, con tallos verticales que se ramifican desde cerca de la base y que pueden alcanzar alturas de hasta 15 m. Los tallos son cilíndricos, segmentados, de color verde claro glauco y pueden tener un diámetro de hasta 12 cm o más. Es muy parecido a Cereus lepidotus.
Presenta de 4 a 6 costillas finas y onduladas de 3 a 5 cm de altura. Sobre ellas se asientan areolas pequeñas que puede tener o no espinas en los brotes jóvenes. En cambio, los tallos más viejos tienen de  8 a 10 (o más) espinas desiguales que inicialmente son de color marrón y que se vuelven más claras con la edad. Miden de 5 a 6 cm de largo.
Las flores son de color blanco, nocturnas y miden entre 20 y 25 cm de largo. Los frutos son de color rojo claro y tienen forma ovalada. Miden entre 5,5 y 13 cm de largo y contienen una pulpa blanca o rosada.

## Distribución y hábitat
El área de distribución nativa de esta especie comprende el norte de Brasil, Guayana Francesa, Guyana, Surinam, Venezuela y las Antillas venezolanas. Además se ha introducido en Cuba, República Dominicana, India, Jamaica, Islas de Sotavento y Puerto Rico. 
Crece principalmente en el bioma tropical húmedo, desde el nivel del mar hasta los 1.700 metros de altitud.

## Taxonomía
La primera descripción de esta especie fue como Cactus hexagonus, publicada en 1753 por el naturalista sueco Carl Linnaeus en el libro Species Plantarum: 466.
Más tarde, el botánico británico Philip Miller trasladó la especie al género Cereus, por lo que pasó a llamarse Cereus hexagonus. Registró estos cambios en el libro The Gardeners Dictionary ed. 8: n.° 1, publicado en 1768.
Etimología
- Cereus: nombre genérico que deriva del término latíno cereus (que se traduce como 'vela' o 'cirio'), haciendo alusión a su forma alargada perfectamente recta.[8]
- hexagonus: epíteto específico que proviene del griego y que significa "hexagonal", haciendo referencia a que los tallos presentan seis lados o costillas. [9]

Sinonimia
- Acanthocereus thalassinus (Otto & A. Dietr.) Borg, 1937
- Cactus hexagonus L., 1753 (basónimo)
- Cactus octogonus Page ex Steud., 1840
- Cactus peruano DC., 1800
- Cactus regalis Spreng., 1825
- Cephalocereus perlucens (K.Schum.) Borg, 1951
- Cereus horridus Otto ex Pfeiff., 1837
- Cereus horridus var. alatosquamatus Werderm., 1935
- Cereus karstenii Salm-Dyck, 1850
- Cereus karstenii Salm-Dyck, 1850
- Cereus longiflorus Alexander, 1939
- Cereus northumberlandianus Lamb, 1841
- Cereus perlucens K. Schum., 1900
- Cereus regalis Haw. ex Spreng., 1825
- Cereus thalassinus Otto y A. Dietr., 1838
- Cereus thalassinus var. quadrangularis C.F.Först., 1846
- Pilocereus perlucens (K.Schum.) Werderm., 1933
- Pilosocereus perlucens (K.Schum.) Byles & G.D.Rowley, 1957

## Estado de conservación
En la Lista Roja de Especies Amenazadas de la UICN, la especie está clasificada como de “Preocupación Menor (LC)”.

## Usos
Se cultiva principalmente como planta ornamental y su propagación se realiza a través de esquejes o semillas.

## Galería

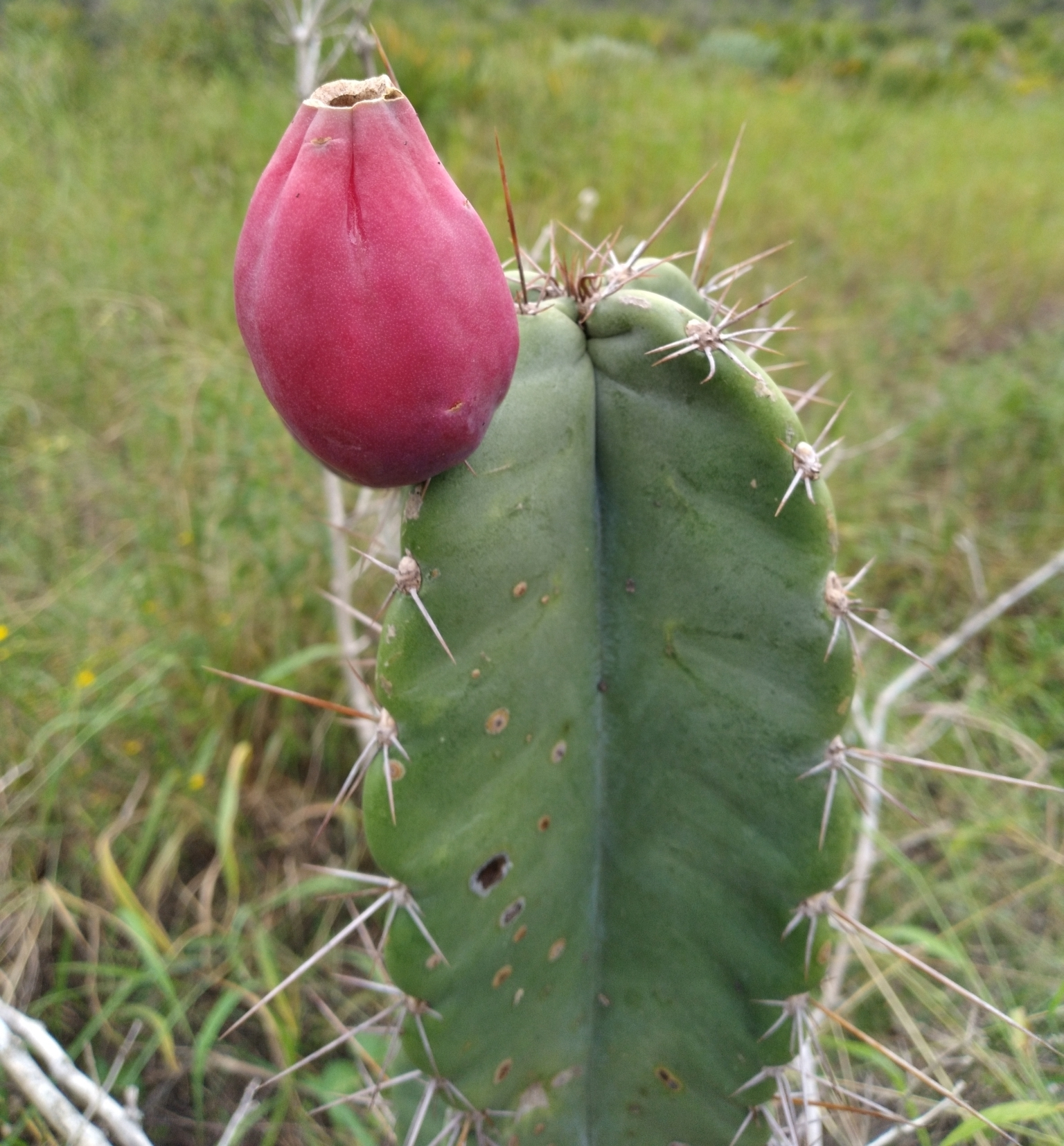
Detalle del fruto
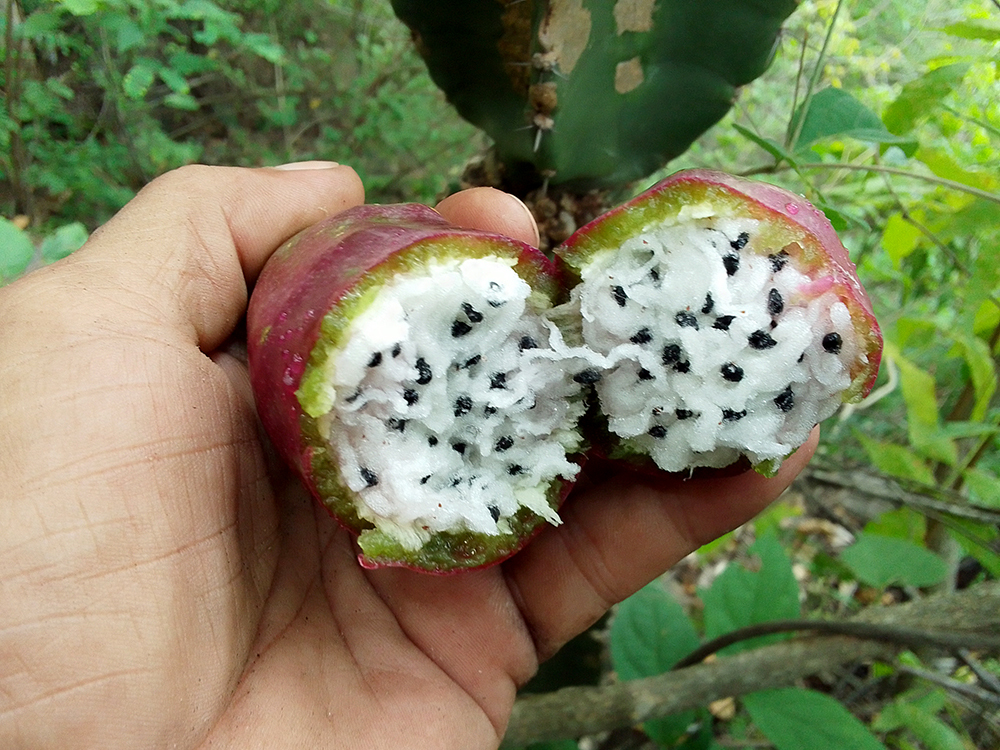
Interior del fruto
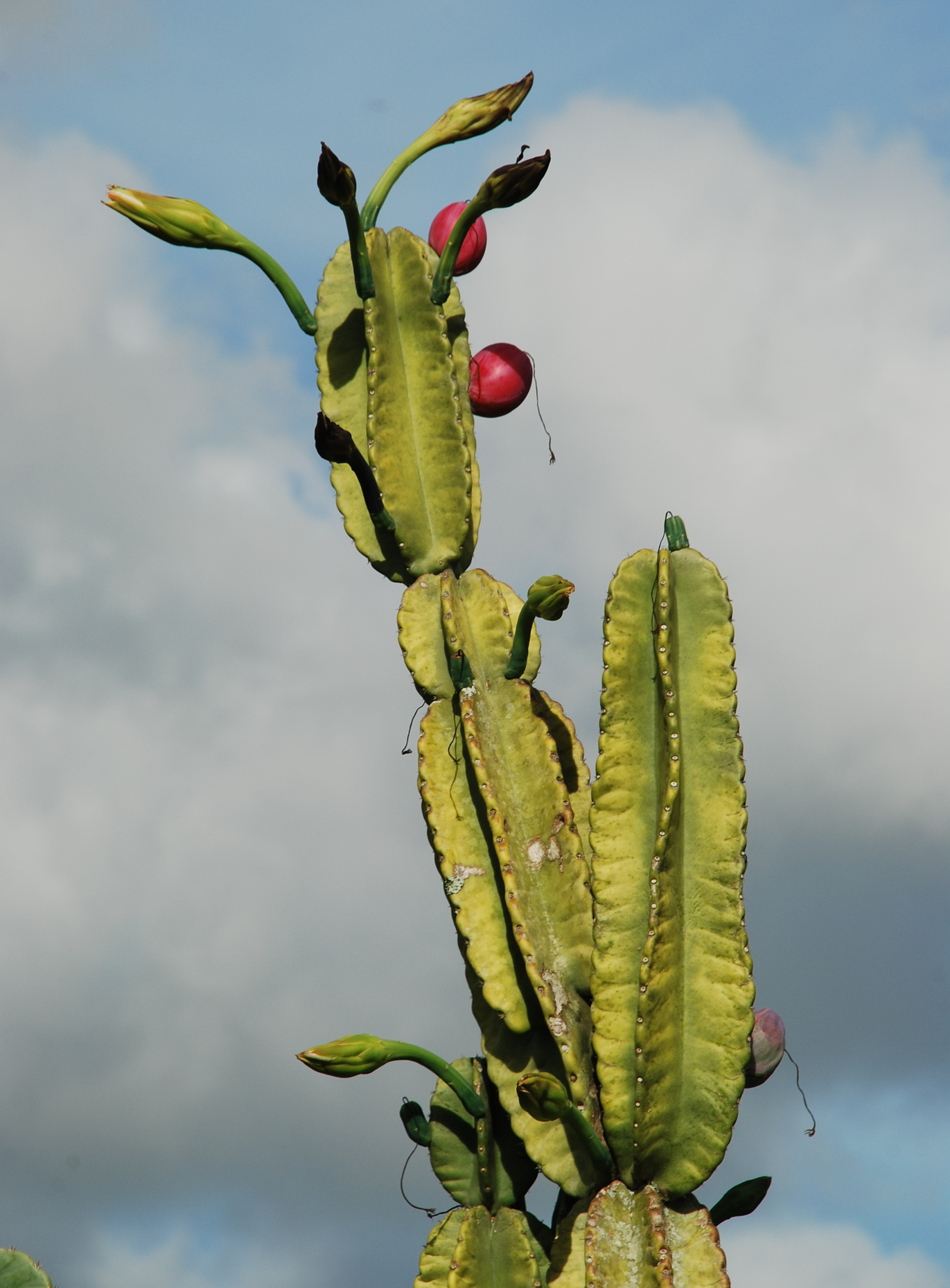
Detalle del tallo
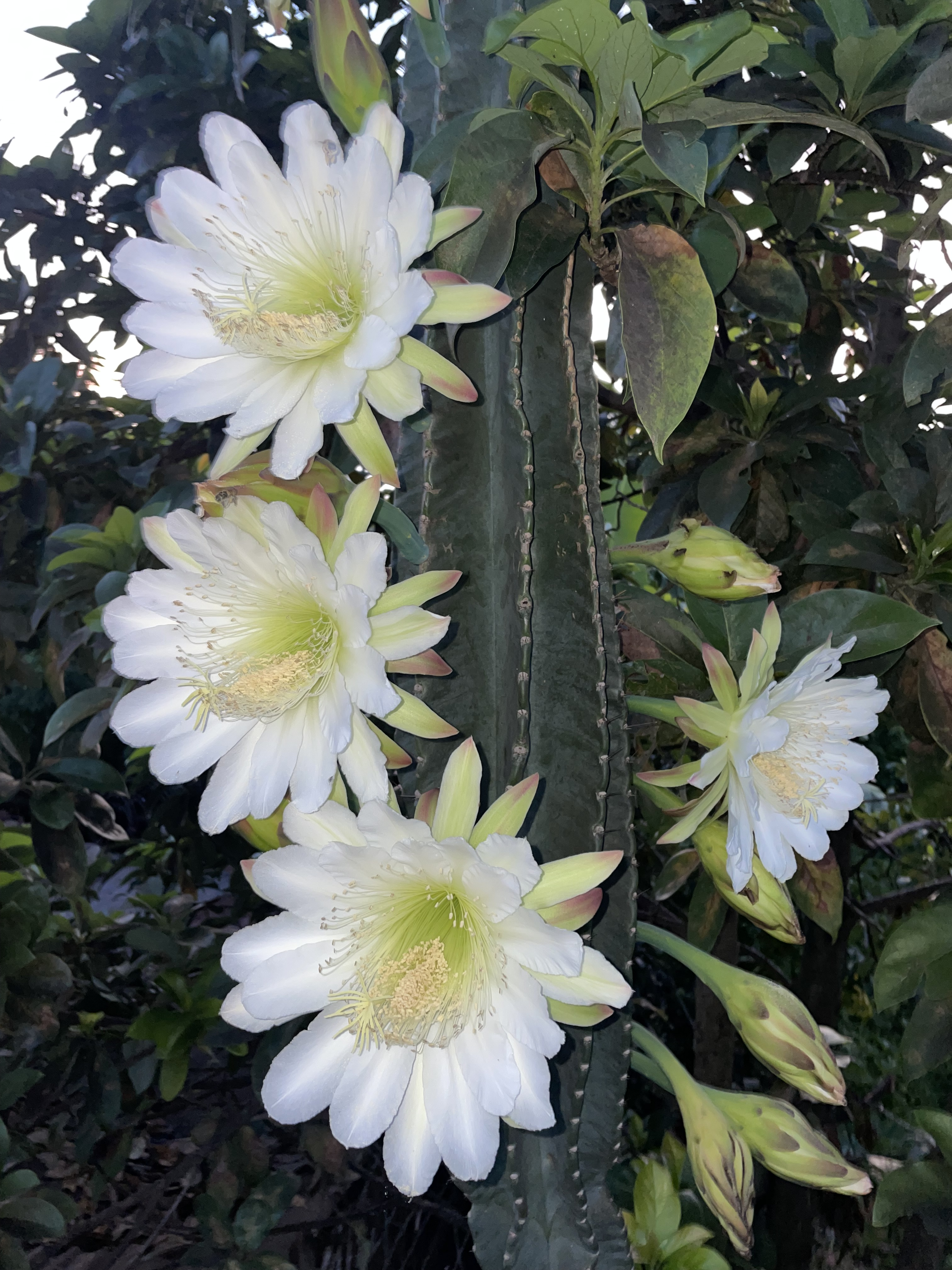
Detalle de las flores
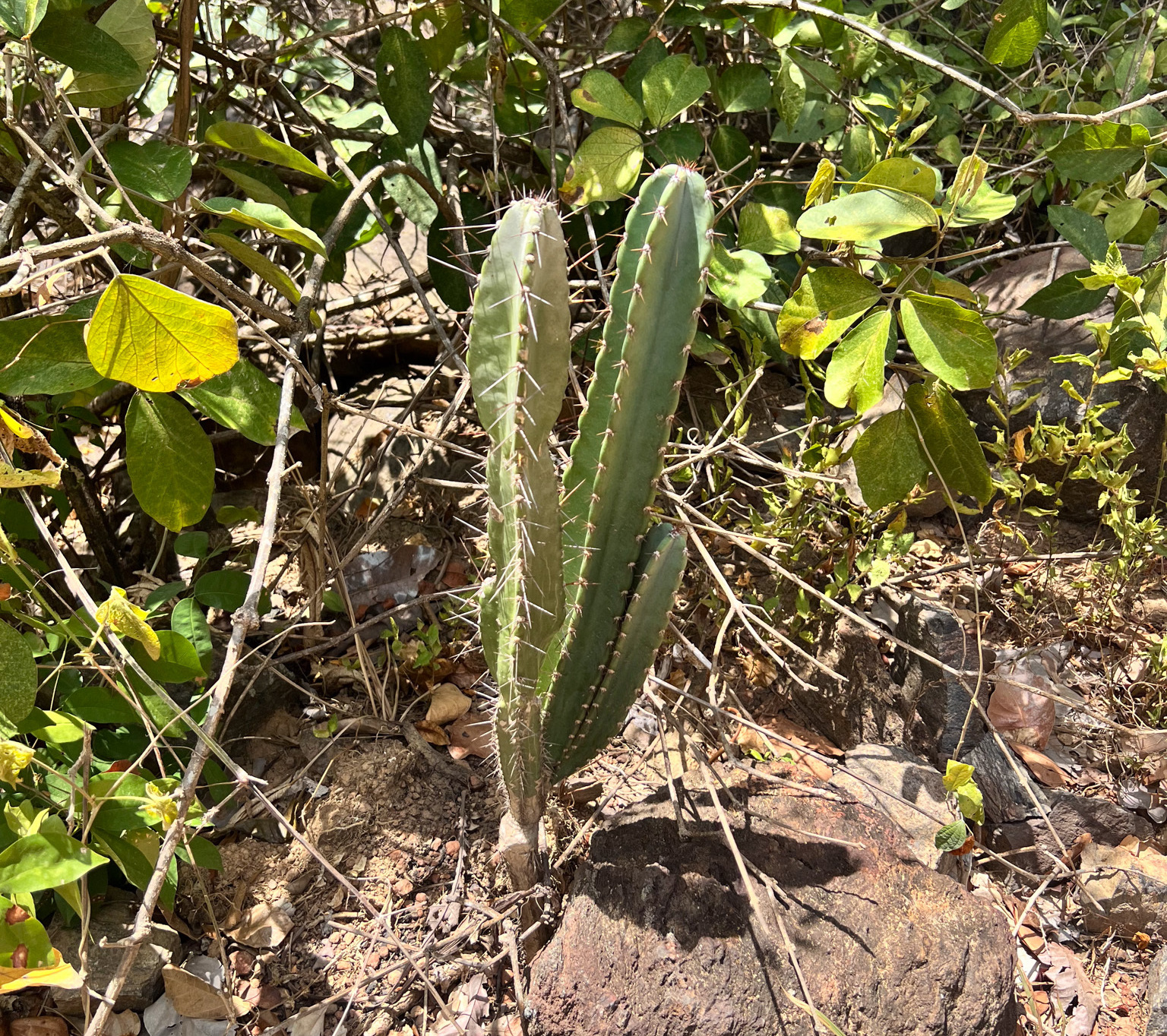
Planta en su hábitat